# Rogério Matias
Rogério Pedro Campinho Marques Matias (ur. 22 października 1974 w Vila Franca de Xira) – portugalski piłkarz grający na pozycji lewego obrońcy. W swojej karierze rozegrał 5 meczów reprezentacji Portugalii.

## Kariera klubowa
Swoją karierę piłkarską Rogério Matias rozpoczął w juniorach Benfiki. W 1994 roku został zawodnikiem klubu Amora FC i w sezonie 1994/1995 grał w nim w drugiej lidze portugalskiej. W 1995 roku odszedł do Académiki Coimbra, a w sezonie 1996/1997 występował w União Coimbra. Z kolei w sezonie 1997/1998 był zawodnikiem FC Maia.
W 1998 roku Rogério Matias przeszedł do SC Campomaiorense. W portugalskiej pierwszej lidze zadebiutował 23 sierpnia 1998 w zremisowanym 2:2 domowym meczu z FC Alverca. W zespole Campomaiorense grał do końca sezonu 1999/2000.
Latem 2000 roku Rogério Matias został zawodnikiem Vitórii Guimarães. Swój debiut w niej zanotował 19 sierpnia 2000 w przegranym 0:1 wyjazdowym meczu z Bragą. W sezonie 2005/2006 spadł z Vitórią do drugiej ligi.
W 2006 roku Rogério Matias odszedł z Vitórii do Standardu Liège. Zadebiutował w nim 30 lipca 2006 w przegranym 1:2 wyjazdowym spotkaniu z KSC Lokeren. W Standardzie rozegrał 4 mecze.
W latach 2007–2009 Rogério Matias grał w Rio Ave FC, w którym zakończył karierę.
| Sezon   | Klub              | Kraj       | Rozgrywki     | Mecze | Bramki |
| ------- | ----------------- | ---------- | ------------- | ----- | ------ |
| 1994/95 | Amora FC          | Portugalia | Segunda Liga  | 16    | 1      |
| 1995/96 | Académica Coimbra | Portugalia | Segunda Liga  | 1     | 0      |
| 1996/97 | União Coimbra     | Portugalia | II Divisão B  | 11    | 1      |
| 1997/98 | FC Maia           | Portugalia | Segunda Liga  | 30    | 1      |
| 1998/99 | SC Campomaiorense | Portugalia | Primeira Liga | 24    | 0      |
| 1999/00 | SC Campomaiorense | Portugalia | Primeira Liga | 33    | 0      |
| 2000/01 | Vitória SC        | Portugalia | Primeira Liga | 24    | 1      |
| 2001/02 | Vitória SC        | Portugalia | Primeira Liga | 26    | 1      |
| 2002/03 | Vitória SC        | Portugalia | Primeira Liga | 34    | 0      |
| 2003/04 | Vitória SC        | Portugalia | Primeira Liga | 30    | 1      |
| 2004/05 | Vitória SC        | Portugalia | Primeira Liga | 26    | 0      |
| 2005/06 | Vitória SC        | Portugalia | Primeira Liga | 12    | 0      |
| 2006/07 | Standard Liège    | Belgia     | Eerste klasse | 4     | 0      |
| 2007/08 | Rio Ave FC        | Portugalia | Segunda Liga  | 7     | 0      |
| 2008/09 | Rio Ave FC        | Portugalia | Segunda Liga  | 12    | 1      |

## Kariera reprezentacyjna
W reprezentacji Portugalii Rogério Matias zadebiutował 2 kwietnia 2003 roku w wygranym 1:0 towarzyskim meczu z Macedonią, rozegranym w Lozannie. W kadrze narodowej od 2003 do 2005 roku rozegrał 5 meczów.
| Mecze i gole w reprezentacji | Mecze i gole w reprezentacji | Mecze i gole w reprezentacji | Mecze i gole w reprezentacji | Mecze i gole w reprezentacji | Mecze i gole w reprezentacji | Mecze i gole w reprezentacji |
| #                            | Data                         | Stadion                      | Rywal                        | Wynik                        | Gol                          | Rozgrywki                    |
| 2003                         | 2003                         | 2003                         | 2003                         | 2003                         | 2003                         | 2003                         |
| ---------------------------- | ---------------------------- | ---------------------------- | ---------------------------- | ---------------------------- | ---------------------------- | ---------------------------- |
| 1.                           | 02.04.2003                   | Lozanna, Szwajcaria          | Macedonia Północna           | 1:0                          | 0                            | towarzyski                   |
| 2.                           | 10.06.2003                   | Lizbona, Portugalia          | Boliwia                      | 4:0                          | 0                            | towarzyski                   |
| 3.                           | 15.11.2003                   | Aveiro, Portugalia           | Grecja                       | 1:1                          | 0                            | towarzyski                   |
| 4.                           | 19.11.2003                   | Leiria, Portugalia           | Kuwejt                       | 8:0                          | 0                            | towarzyski                   |
| 2005                         |                              |                              |                              |                              |                              |                              |
| 5.                           | 09.02.2005                   | Dublin, Irlandia             | Irlandia                     | 0:2                          | 0                            | towarzyski                   |